# Träsket (novell)
"Träsket", engelsk originaltitel "The Moon-Bog", är en novell av den amerikanske författaren H.P. Lovecraft, skriven i mars 1921 eller något tidigare. Den utkom första gången i den amerikanska science fiction- och skräcktidskriften Weird Tales i juni 1926.
Den utkom i en första svensk översättning 1973 i novellsamlingen Skräckens labyrinter.

## Handlingen
Berättaren skildrar sin vän öde, den irländsk-amerikanske Denys Barry, som återvänder till sina förfäders egendom i den fiktiva byn Kilderry. Han lyssnar inte till de vidskepliga bybornas vädjanden om att inte torrlägga det närliggande träsket. Detta leder till fasanfulla konsekvenser. Skildringen har beröringspunkter med Lovecrafts senare novell "Råttorna i muren" och tydliga självbiografiska drag.